# IGCSE

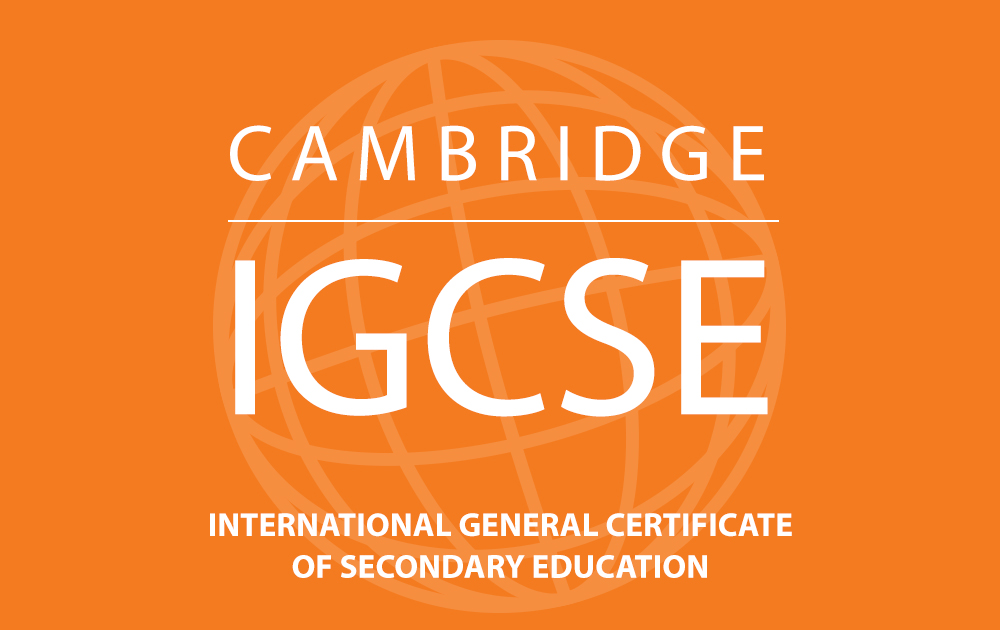
CIE IGCSE

IGCSE(International General Certificate of Secondary Education)는 영국의 중고등 과정인 GCSE를 케임브리지 대학에서 국제학생을 위한 국제 커리큘럼으로 개조한 것이다. IGCSE는 IB와 마찬가지로 국제적인 공인성의 교육과정이다. 매우 많은 국제학교들이 채용하고 있는 교육과정으로, 10학년과 11학년을 걸쳐 진행된다. IGCSE를 수료한 학생들은 12학년부터 A Level을 수료하거나, NLCS Jeju 같이 IB DP로 넘어가는 학교도 있다. IGCSE는 크게 Cambridge IGCSE와 Edexcel IGCSE로 구분된다. 일부 학교들은 과학, 영어등의 과목을 CIE 대신 Edexcel IGCSE로 보는 경우도 있다.

## IGCSE를 공부하는 이유
현재 한국에서 공부하는 학생들 중에서도 IGCSE에 관심이 있고 혹은 준비하는 학생들이 점점 늘어가는 추세이다. 사실 해외에 있는 대학에 가기 위해서 IGCSE를 꼭 봐야하는 것은 아니다. 해외대학에서는 IB나 A-level, Foundation, AP 와 같은 pre-uni 과정의 성적만을 반영하기 때문이다. 하지만 그럼에도 IGCSE를 하는 이유는 영국식 교육제도인 A-level과정을 들어가기 위해서는 IGCSE 성적이 우수해야하며 실제로 a level 에 지원할 때 IGCSE 성적 커트라인을 제시하여 커트라인이상의 grade를 받은 학생들만 A-level 과정을 들을 수 있게 하기도 하기 때문이다.

## 구성 과목
IGCSE는 약 120여개의 국가에서 사용되며 70여개의 과목을 다루고 있다. 학생들은 다음 교육과정으로 넘어가기 위해서는 최소 5과목을 이수해야하며 현재 대부분의 foundation 과정에서는 IGCSE 과목들 중 3개 이상 c를 취득해야 학생을 받아주며 A-level 과정으로 넘어가기 위해서는 5과목 이상 c를 맞아야 한다.학생들은 과목 하나를 이수할 때마다 하나의 IGCSE certification을 받게 되며 성적은 약 2년동안 유효하다.(2년이 넘어가면 그 성적표로 학교에 지원하는 것이 대부분 불가능하다.)

### 과목분류
IGCSE 시험 과목은 아래의 목록과 같이 총 6가지로 분류된다.
- Group I: Languages (언어계열)
- Group II: Humanities and Social Sciences (인문,사회과학계열)
- Group III: Sciences (과학계열)
- Group IV: Mathematics (수학계열)
- Group V: Creative, Technical and Vocational (창의,기술계열)
- Group VI: ICT (공학계열)

### 과목명과 코드
밑 목록은 IGCSE에서 다루는 모든 과목과 그의 코드번호를 알파벳순으로 나열한 것이다.
1. Accounting (0452)
2. Afrikaans - First Language (0512)
3. Afrikaans - Second Language (0548)
4. Agriculture (0600)
5. Arabic - First Language (0508)
6. Arabic - Foreign Language (0544)
7. Arabic - Foreign Language (BES) (0527)
8. Art and Design (0400)
9. Bangladesh Studies (0449)
10. Biology (0610)
11. Business Studies (0450)
12. Chemistry (0620)
13. Child Development (0637)
14. Chinese (Mandarin) - Foreign Language (0547)
15. Chinese - First Language (0509)
16. Computer Science (0478)
17. Computer Studies (0420)
18. Czech - First Language (0514)
19. Design and Technology (0445)
20. Development Studies (0453)
21. Drama (0411)
22. Dutch - First Language (0503)
23. Dutch - Foreign Language (0515)
24. Economics (0455)
25. English - First Language (0500)
26. English - First Language (UK) (0522)
27. English - Literature (0486)
28. English - Literature (UK) (0476)
29. English - Second Language (count-in oral) (0511)
30. English - Second Language (oral endorsement) (0510)
31. Enterprise (0454)
32. Environmental Management (0680)
33. Food and Nutrition (0648)
34. French - First Language (0501)
35. French - Foreign Language (0520)
36. French - Foreign Language (UK) (0685)
37. Geography (0460)
38. German - First Language (0505)
39. German - Foreign Language (0525)
40. Global Perspectives (0457)
41. Greek - Foreign Language (0543)
42. Hindi as a Second Language (0549)
43. History (0470)
44. India Studies (0447)
45. Indonesian - Foreign Language (0545)
46. Information and Communication Technology (0417)
47. International Mathematics (0607)
48. IsiZulu as a Second Language (0531)
49. Japanese - First Language (0507)
50. Japanese - Foreign Language (0519)
51. Kazakh as a Second Language (0532)
52. Korean (First Language) (0521)
53. Latin (0480)
54. Malay - Foreign Language (0546)
55. Mathematics (0580)
56. Mathematics (with coursework) (0581)
57. Mathematics - Additional (0606)
58. Music (0410)
59. Pakistan Studies (0448)
60. Physical Education (0413)
61. Physical Science (0652)
62. Physics (0625)
63. Portuguese - First Language (0504)
64. Portuguese - Foreign Language (0540)
65. Religious Studies (0490)
66. Russian - First Language (0516)
67. Science - Combined (0653)
68. Sciences - Co-ordinated (Double) (0654)
69. Sociology (0495)
70. Spanish - First Language (0502)
71. Spanish - Foreign Language (0530)
72. Spanish - Literature (0488)
73. Thai - First Language (0518)
74. Travel and Tourism (0471)
75. Turkish - First Language (0513)
76. Twenty-First Century Science
77. World Literature (0408)

국제적인 교육제도인 만큼 다양한 과목들을 지원하고 있으며 현재에도 지속적으로 추가하고 있다.

## 시험 방식

### 평가 방식
IGCSE는 총 8등급(A+,A,B,C,D,E,F,U)으로 평가된다. 하지만 전세계적인 시험인 만큼 모든 나라 학생들의 답을 한가지의 평가 방식으로 점수를 낼 수 없다고 판단하여 IGCSE를 시험 보는 모든 나라를 6개의 구역(administrative zones)으로 나눠 서로 다른 기준을 가지고 답안지를 채점한다.
| 등급     | A*     | A     | B     | C     | D     | E     | F     | U    |
| -------- | ------ | ----- | ----- | ----- | ----- | ----- | ----- | ---- |
| 분할점수 | 100~90 | 89~80 | 79~70 | 69~60 | 59~50 | 49~40 | 39~30 | 29~0 |

### 시험 기간
시험은 5~6월 (May/June)과 11~12월 (October/November)에 친다. 한국과는 다르게 하루에 모든 과목을 다 보는 것이 아니라 거의 한달 반에 걸쳐서 시험을 본다. 대부분 과목들은 대략 5~10개의 Paper로 구성되어 있으며, Paper 1, Paper 2 등으로 부른다. 각 Paper들은 다시 Component 1,2,3 등으로 나뉜다. 이 Component들의 조합들에 따라 기준 점수가 다 다르다. 참고로 일부 Paper는 과정 중에 완성하는 Coursework로 대체할 수도 있다.

## 특이 사항
IGCSE에서는 시험 중에 계산기 사용이 허용된다. 보다 정확히 말하자면, 수학이나 물리 같은 경우에는 계산기를 써야만 계산이 가능한 문제들이 출제되므로 계산기 사용은 필수이며 그 대신 계산 과정 또한 점수를 매기기 때문에 정확한 풀이와 정답을 모두 적어야 만점을 얻을 수 있다. 또한 cambridge IGCSE 같은 경우에는 국제적인 시험인 만큼 시험지 유출 문제 예방과 학교 시설 및 시험 진행 과정을 확인하기 위해 학교측에 아무런 예고 없이 CIE에서 사람을 보내 감시하기도 한다.